# Beni (territoire)
Pour les articles homonymes, voir Beni.
Beni est un territoire du Nord-Kivu en république démocratique du Congo (RDC). La ville de Beni est une entité administrative distincte.

## Histoire
Un massacre de civils a été perpétré dans la nuit du mardi à mercredi 12 mai 2015 par des hommes armés à Mapiki et Sabu, deux villages du secteur de Beni–Mbau situés à près de 30 kilomètresau nord-ouest de la ville de Beni au  Nord-Kivu.
Dans la nuit du 22 janvier 2023 au 23 janvier 2023 des membres d'un groupe jihadiste ont mené une attaque sur le territoire de Beni, qui aboutit à un massacre, tuant au moins 23 personnes,,.

## Communes
Le territoire compte cinq communes rurales de moins de 80 000 électeurs.
- Bulongo, (7 conseillers municipaux)
- Kyondo, (7 conseillers municipaux)
- Lume, (7 conseillers municipaux)
- Mangina, (7 conseillers municipaux)
- Oicha, (7 conseillers municipaux)

## Chefferies et secteurs
Il est composé de 4 collectivités (2 chefferies et 2 secteurs), constituées de 19 groupements :  
| Subdivision | Statut    |
| ----------- | --------- |
| Bashu       | Chefferie |
| Watalinga   | Chefferie |
| Beni-Mbau   | Secteur   |
| Ruwenzori   | Secteur   |